# 張子明
張 子明（ちょう しめい、生年不詳 - 1363年）は、元末の軍人。

## 生涯
元末に朱元璋に仕えて領兵千戸となった。至正23年（1363年）、陳友諒の大軍が洪都を包囲した。朱文正は子明を応天府に派遣して急を告げさせることにした。子明は東湖の小さな漁船で水関からひそかに脱出し、夜間に進んで昼間は休み、半月で応天府にたどり着いた。朱元璋が陳友諒の兵勢を問うと、子明は「兵力は盛んですが、戦闘での死者は少なくありません。いま長江の水が涸れており、敵軍の巨艦には良くない状況です。援軍を送れば破ることができます」と答えた。朱元璋は「帰って将軍に伝えなさい。一カ月堅守すれば、わたしが自ら敵を破るだろう」と子明にいった。子明が湖口まで帰ったところ、陳友諒に捕らえられた。城中に降伏を勧めるよう命じられたので、子明は偽って承諾した。城下にいたると、「わたしは張大舎だ。すでに主上にお会いして、諸公に堅守を命じられた。救援はやってくるぞ」と大呼した。敵兵の怒りを買い、複数の槊を突き刺されて殺された。忠節侯に追封された。